# Król Popiel i inne wiersze
Król Popiel i inne wiersze – tom wierszy Czesława Miłosza wydany w 1962 r. przez Instytut Literacki w Paryżu jako 79. tom Biblioteki „Kultury”.
Tom obejmuje wiersze powstałe w latach 1944-1962, głównie w Montgeron, w większości publikowane na łamach paryskiej „Kultury”. Książka  stanowi pierwszy autonomiczny tom poezji od czasu Trzech zim (1936), gdyż zarówno Ocalenie (1945), jak i Światło dzienne (1953)  były zbiorami wierszy z różnych okresów. Pierwsze wydanie krajowe w oficjalnym obiegu ukazało się w 1980 r, wraz z tomem Gdzie wschodzi słońce i kędy zapada.

## Zawartość
Tom zawiera 20 wierszy i trzy poematy: 
- Kroniki miasteczka Pornic – miejscowości w Bretanii, w której Słowacki pisał „Genezis z ducha”,
- Album snów – zapis autentycznych snów poety,
- Po ziemi naszej – tytułem i zamysłem odsyłający do Pieśni o ziemi naszej Wincentego Pola, z wierszem o chomiku na fotelu w teatrze.

Wśród wierszy znalazły się m.in.: Sroczość (odwołujący się do filozoficznego sporu o uniwersalia, poszukiwania jakiejś istoty wszystkiego, co istnieje), Wielkanoc 1620 roku (medytacja nad życiem pozagrobowym i zmartwychwstaniem), Heraklit (o którym poeta pisał wypracowanie maturalne i tłumaczył fragmenty jego pism), Ballada (odwołująca się do czasu wojny, w którym matka Tadeusza Gajcego rozpamiętuje śmierć swojego syna), Powinien, nie powinien (jeden z pierwszych wierszy napisanych w Berkeley, przypomnienie magicznych reguł bycia w świecie przyswojonych w dzieciństwie).
Tom cechuje polemiczny dialog z tradycją literacką (antyk, barok, romantyzm).

## Wydania polskie
- Paryż: Instytut Literacki, 1962
- Warszawa: Niezależna Oficyna NOWa, 1979
- Warszawa: Signum, 1980
- Suwałki: Q. Oficyna Wydawnicza NSZZ „Solidarność” Region Pojezierze, 1981